# Oligonychus palus
Oligonychus palus är en spindeldjursart som beskrevs av John Stanley Beard 2008. Oligonychus palus ingår i släktet Oligonychus och familjen Tetranychidae. Inga underarter finns listade i Catalogue of Life.